# Вовчий яр (заказник)
Вовчий яр — ентомологічний заказник місцевого значення. Об'єкт розташований на території Великобурлуцького району Харківської області, село Шипувате.
Площа — 5 га, статус отриманий у 1984 році.
Охороняється ділянка степової рослинності в урочищі «Вовчий яр» на крутих схилах балки східної експозиції. Тут мешкають степові комахи, занесені до Червоної книги України: богомол звичайний, дибка степова, вусач-коренеїд хрестоносець, джміль пахучий, мелітурга булавовуса, рофітоїдес сірий, сколія степова, синявець римнус, каптурниця срібляста, совка сокиркова.